# ブルクリンデ・ポラック
ブルクリンデ・ポラック（Burglinde Pollak、1951年6月10日 - ）は、旧東ドイツの陸上競技選手。

## 経歴
五種競技の選手として1972年ミュンヘンオリンピックと1976年モントリオールオリンピックに出場。ミュンヘン大会では4768ポイントで、イギリスのメアリー・ピーターズ、西ドイツのハイデ・ローゼンダールに次いで銅メダルを獲得。モントリオール大会は、3位までが5ポイント差という大接戦となる中、4740ポイントで、東ドイツのジーグルン・ジーグル、クリスティン・ラーザーに次ぎ銅メダルを獲得。東ドイツで表彰台を独占した。

## 主な実績
| 年   | 大会                 | 場所                     | 種目     | 結果 | 記録  |
| ---- | -------------------- | ------------------------ | -------- | ---- | ----- |
| 1971 | ヨーロッパ陸上選手権 | ヘルシンキ(フィンランド) | 五種競技 | 2位  | 5275p |
| 1972 | オリンピック         | ミュンヘン(西ドイツ)     | 五種競技 | 3位  | 4768p |
| 1974 | ヨーロッパ陸上選手権 | ローマ(イタリア)         | 五種競技 | 2位  | 4678p |
| 1976 | オリンピック         | モントリオール(カナダ)   | 五種競技 | 3位  | 4740p |
| 1978 | ヨーロッパ陸上選手権 | プラハ(チェコスロバキア) | 五種競技 | 2位  | 4600p |